# Casona Alemana
La Casa Klenner-Kaschel o Casona Alemana es un monumento histórico localizado en la ciudad de Puerto Varas, Región de Los Lagos, Chile. Su data de construcción se remonta aproximadamente al período comprendido entre 1910-1914, aunque también se ha señalado que ésta habría ocurrido en el año 1914.
Pertenece al conjunto de monumentos nacionales de Chile desde el año 1992 en virtud del Decreto Supremo 290 del 4 de junio del mismo año; se encuentra en la categoría «Monumentos Históricos».

## Historia
La edificación al estilo casona fue construida por Bernardo Klenner para ser destinada a uso residencial por la familia Klenner-Kaschel. En cuanto a su arquitectura, tiene un «lenguaje del tipo historicista neoclásico de principios del siglo XX».
La construcción se encuentra ubicada en un terreno con una superficie de 1403,2 m², mientras que la casona propiamente tal tiene 555,6 m² de superficie aproximada. Cuenta con un piso y un soberado, mientras que posee «una estructura de entramado de madera y muros y cubiertas revestidos por planchas de fierro acanalado».
Actualmente, y como parte del «Plan maestro zona típica Puerto Varas», existe un proyecto de recuperación de este inmueble como segunda prioridad junto a las casas Götschlich, Yunge y el Templo Luterano de Puerto Varas, que considera principalmente la restauración de sectores deformados por la acción de insectos xilófagos y revestimientos de madera no originales.

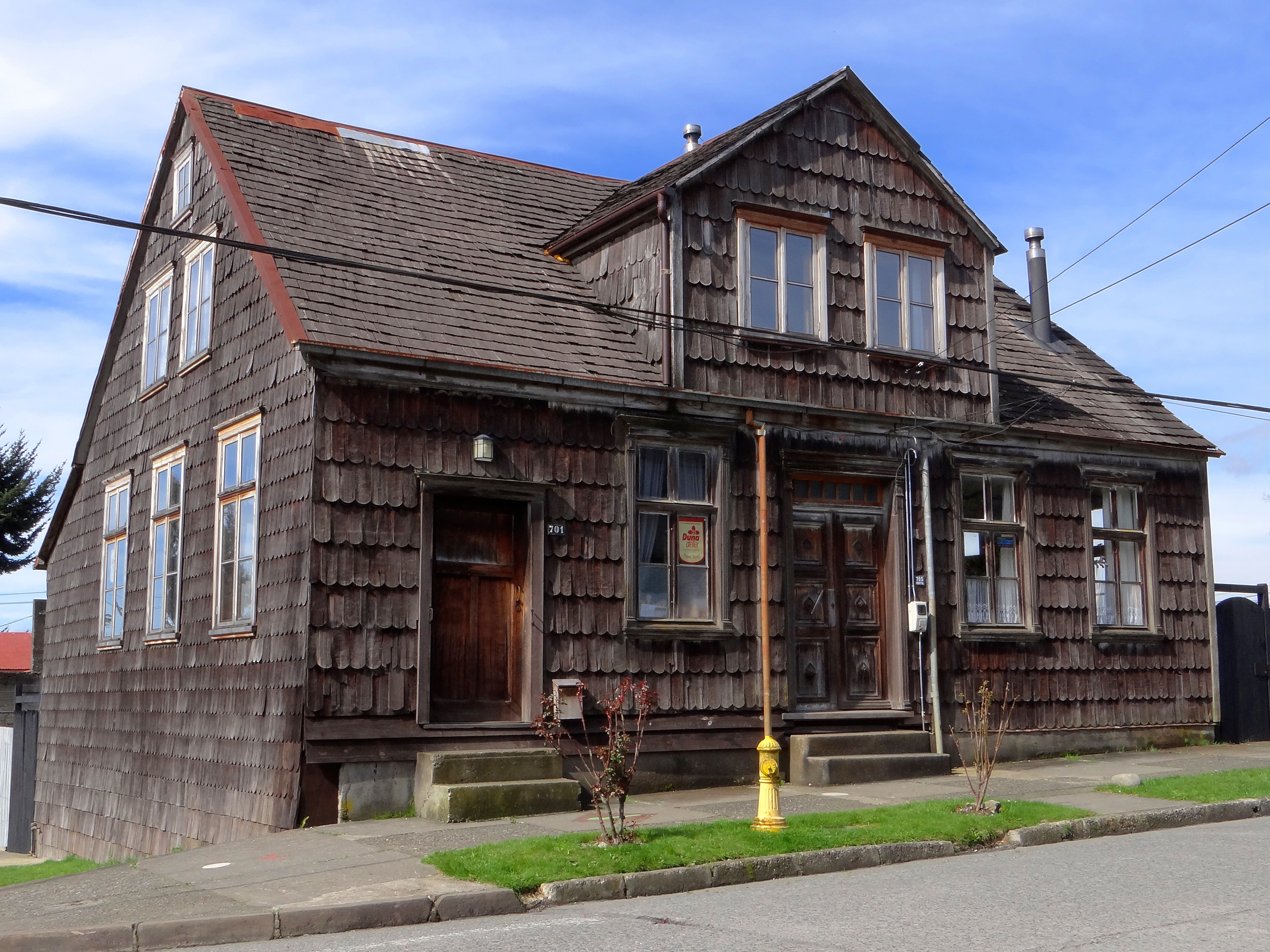
Casa Götschlich
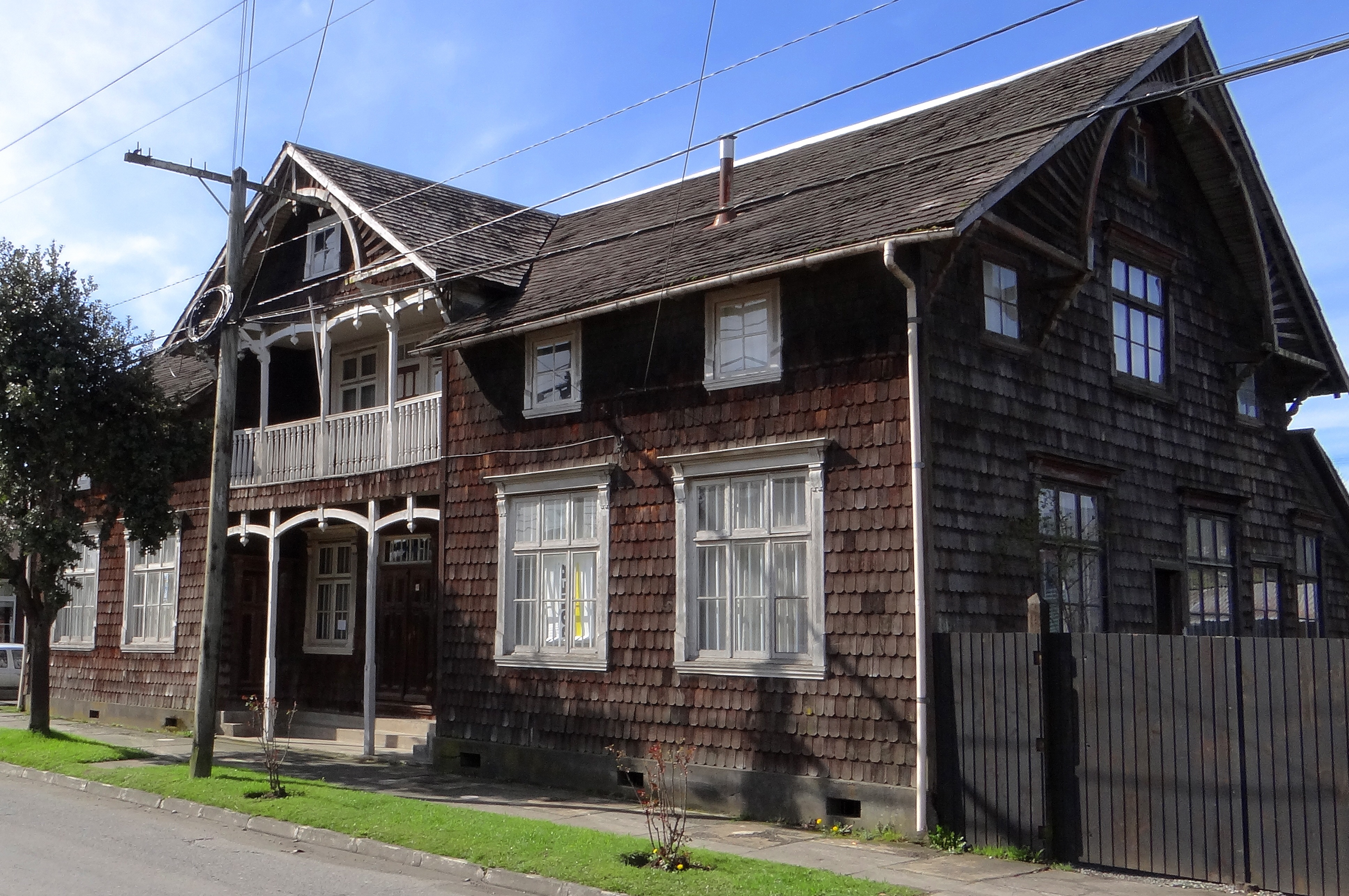
Casa Yunge
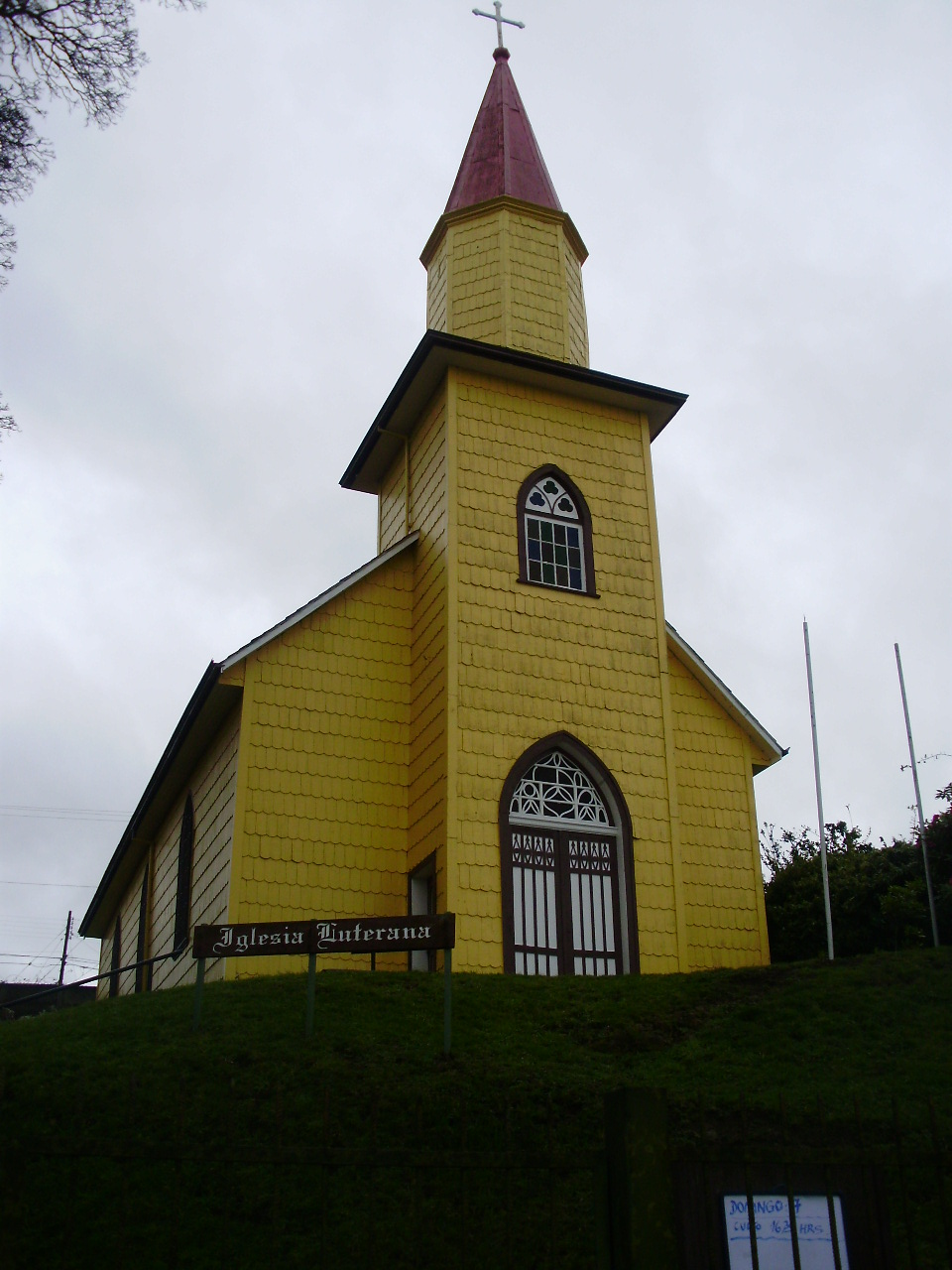
Templo Luterano de Puerto Varas